# Frank Clark (Leichtathlet)
Frank Clark (Frank Allan Clark; * 11. April 1943 in Sydney) ist ein ehemaliger australischer Geher.
1966 erreichte er beim 20-Meilen-Gehen der British Empire and Commonwealth Games in Kingston nicht das Ziel.
Bei den Olympischen Spielen 1968 in Mexiko-Stadt wurde er im 50-km-Gehen Zwölfter und kam im 20-km-Gehen auf den 16. Platz.

## Persönliche Bestzeiten
- 20 km Gehen: 1:31:39 h, 4. Mai 1968
- 50 km Gehen: 4:22:51 h, 26. August 1967, Sydney